# Fruit (alimentation)
Pour les articles homonymes, voir fruit (botanique) et fruit (architecture).

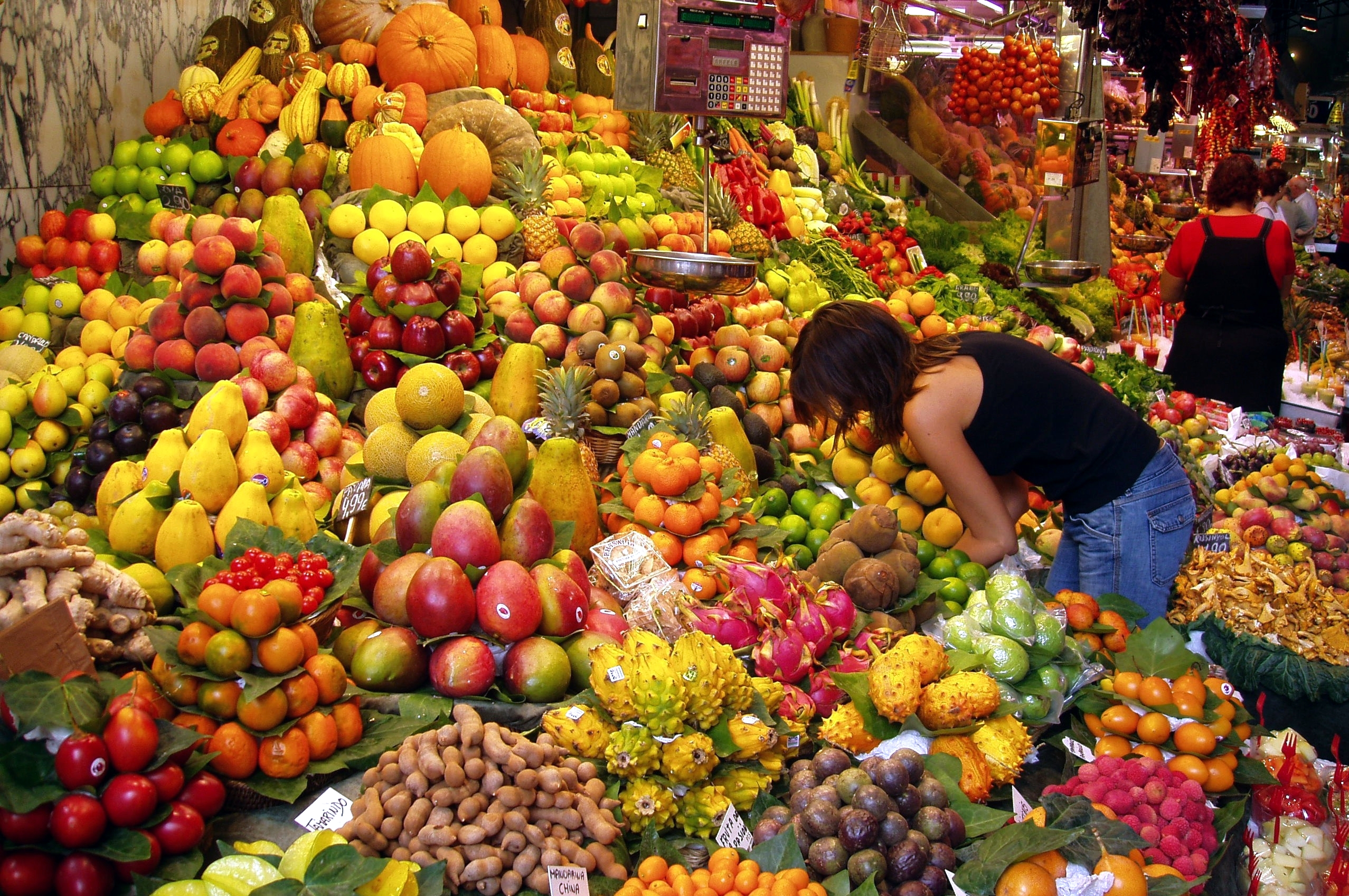
Étal de fruits au marché de La Boqueria, Espagne.

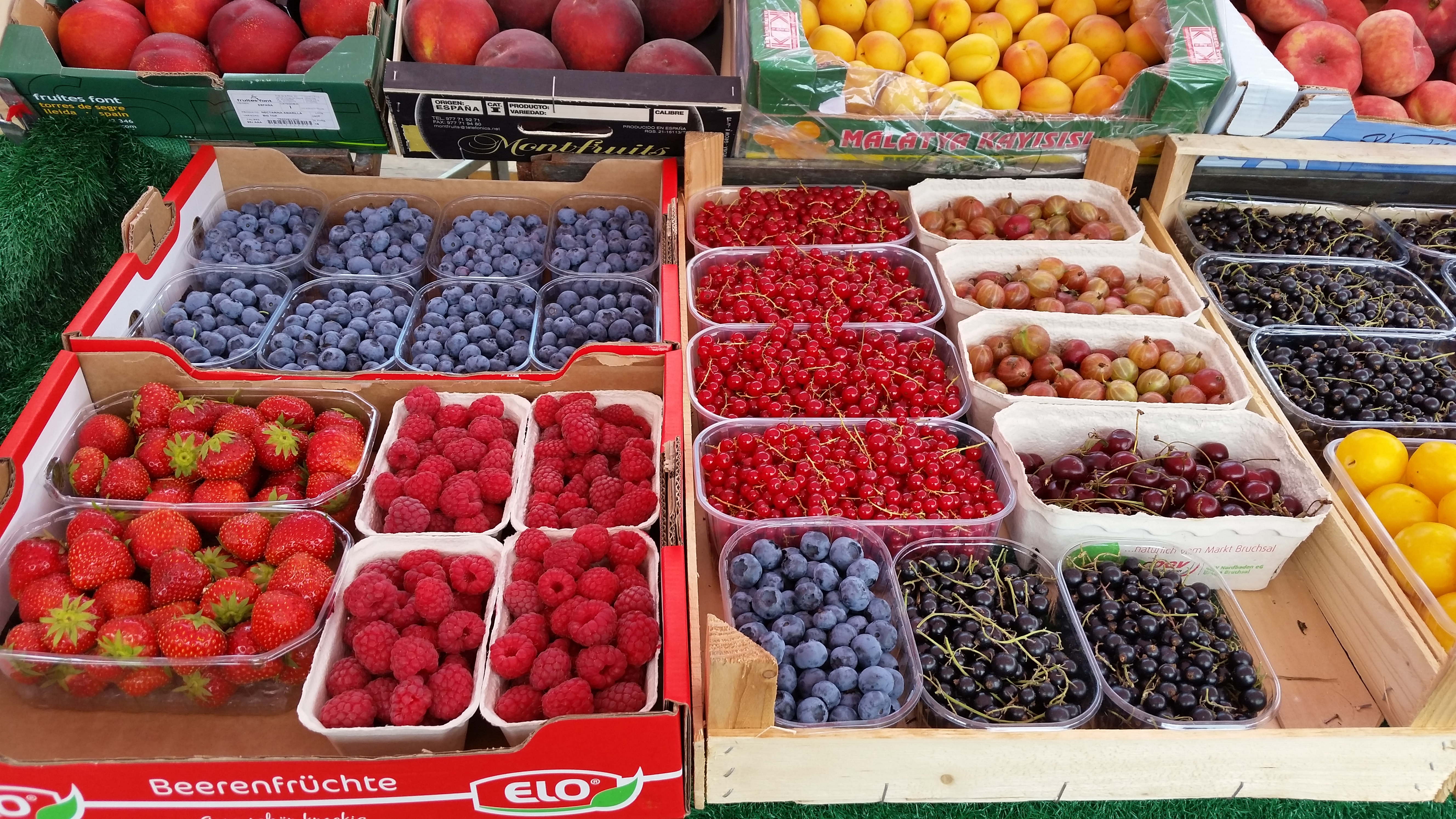
Fruits rouges

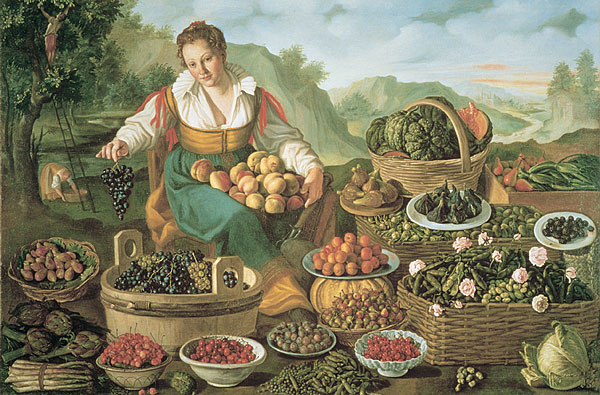
Comme le montrent de nombreux tableaux anciens, la forme et la taille des fruits et légumes ont peu varié depuis 400 ou 500 ans (La Fruttivendola de Vincenzo Campi, pinnacothèque de Brera, Milan)

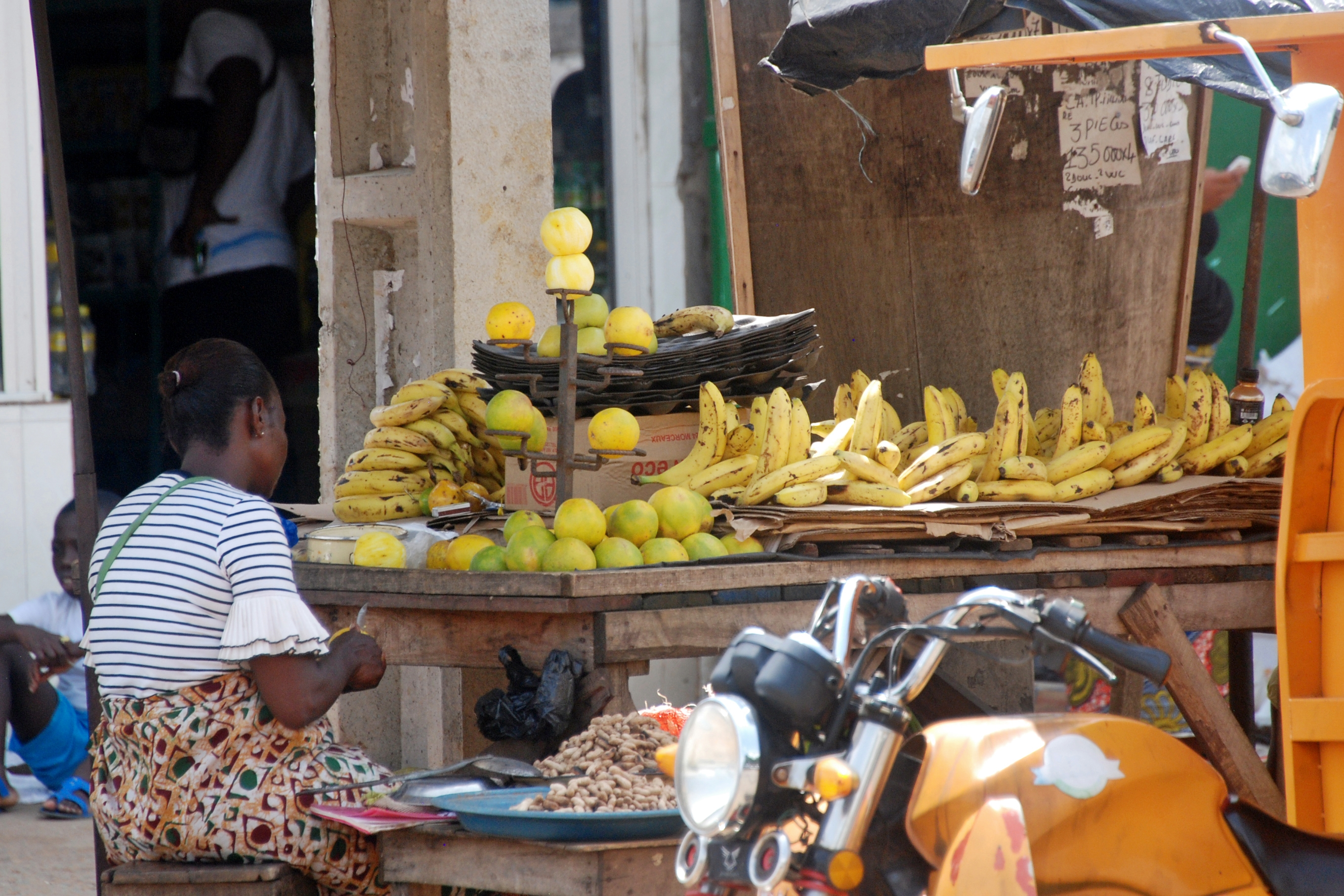
Vendeuse de fruits à Abidjan, en Côte d'Ivoire.

Dans le langage courant et en cuisine, un fruit est un aliment végétal, à la saveur sucrée, généralement consommé cru.

## Terminologie

### Étymologie
Le terme « fruit » provient du latin fructus qui a, dès l'époque latine, les différents sens qu'on lui connaît aujourd’hui. C'était le participe passé de fruor.

### Relation entre fruits et légumes

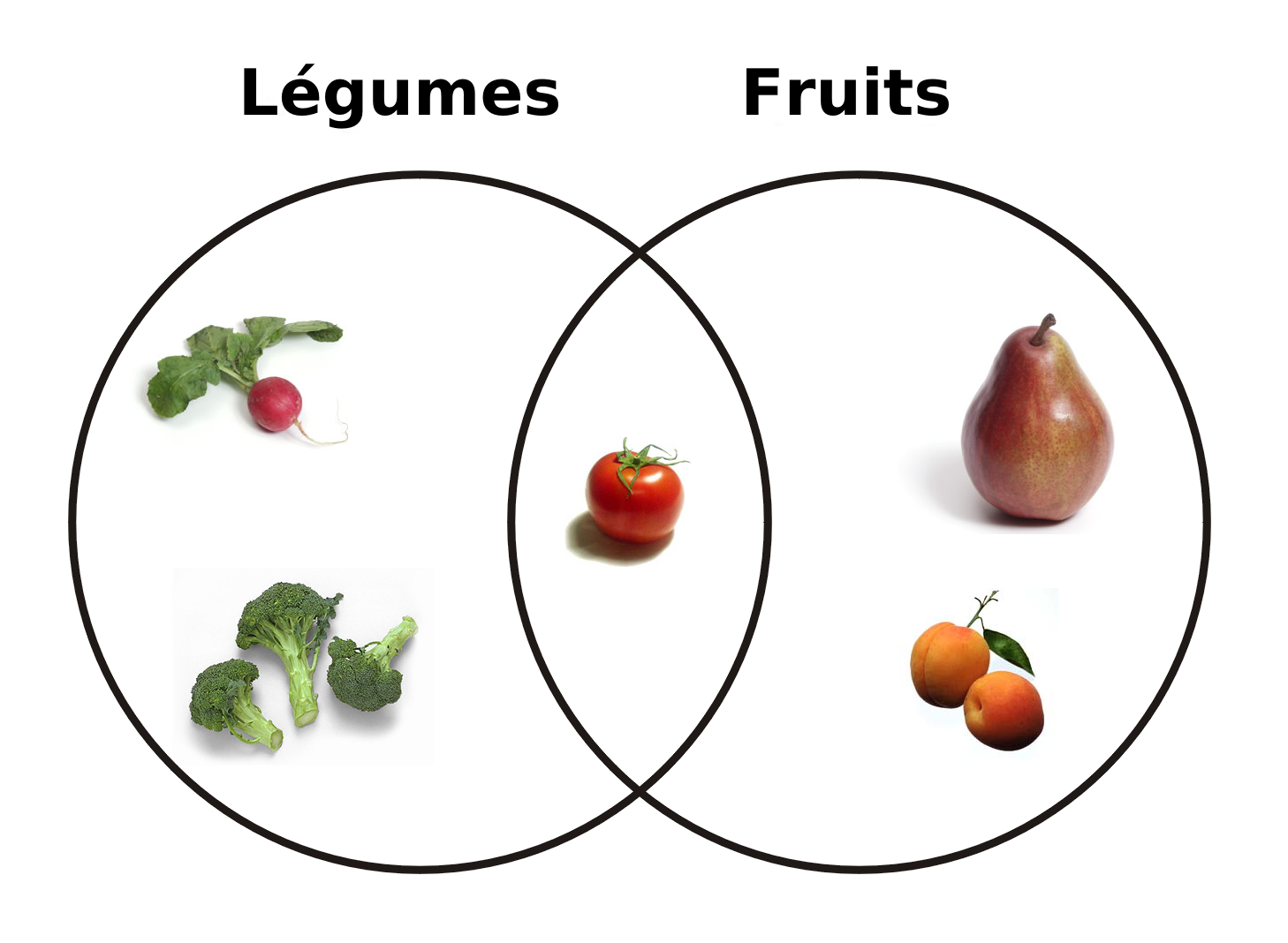
Ce diagramme de Venn simplifié montre que la tomate est considérée au sens culinaire à la fois comme un fruit et un légume.

#### Point de vue lexical et botanique
Le terme  « fruit » possède une double acception (selon qu'on se place dans le cadre de la cuisine ou de la botanique). Le terme légume vient du latin « legumen » signifiant « légume à cosse » , « légumineuse ». Il s'agit, à l'origine, du "fruit" des espèces de la famille des Fabaceae« qui sont consommés comme des légumes.
Au plan botanique, un fruit, de type charnu ou non, est la structure issue de l'évolution arrivée à maturité de l'ovaire, dont le rôle est de protéger et d'assurer la diffusion des graines. De nombreux fruits botaniques ne sont pas comestibles et peuvent même être toxiques.
Au sens culinaire, le terme « fruit » désigne des fruits charnus, mais parfois aussi d'autres parties de plantes, qui sont à la fois comestibles, de goût agréable, que l'on peut généralement consommer crus et qui conviennent à la préparation de plats sucrés et de desserts comme les fraises et les ananas ou encore la rhubarbe.
A contrario, nombre de fruits botaniques comestibles, tels que la tomate, l'aubergine ou le poivron, se préparent sans sucre et entrent habituellement dans la confection de recettes salées. Ils sont donc considérés comme des légumes, ou plus précisément comme des légumes-fruits. Ainsi, une partie de plante peut tout à fait être désignée comme fruit dans un contexte scientifique, même si elle se prépare en cuisine comme un légume.
Dans certains cas, la distinction entre fruit et légume devient délicate, certains fruits pouvant être consommés comme légumes, le melon par exemple, fruit couramment consommé en entrée, ou certains fruits cuisinés en accompagnement de plats de viande, comme l'orange pour le canard à l'orange, et inversement certains légumes, parfois naturellement sucrés, peuvent s'accommoder en dessert, comme la patate douce par exemple.

#### Point de vue juridique
La question de savoir si la tomate est un fruit ou un légume a été portée en 1893 devant la Cour suprême des États-Unis avec l'affaire Nix v. Hedden. La Cour décida à l'unanimité que, dans le cadre de la loi de 1883 sur les droits de douane applicables aux produits importés, la tomate devait être assimilée à un légume et taxée comme tel. La Cour reconnut toutefois le caractère de fruit botanique de la tomate.
Par ailleurs, la Commission européenne a décidé de considérer certains légumes comme des fruits, la tomate, la carotte et la patate douce notamment, lorsqu'ils entrent dans la composition de confitures, carotte et patate douce n'étant en rien des fruits botaniques. Il s'agit en réalité de se conformer à la Directive 2001/113/CE du 20 décembre 2001, qui définit la confiture comme un mélange à base de sucre et de fruit, mais qui se veut de préserver certaines traditions locales de production de confitures à base de légumes. C'est notamment le cas de la doce de cenoura, confiture de carottes produite au Portugal.
En France, le décret n° 85-872 du 14 août 1985, portant application de la loi du 1er août 1905 sur les fraudes et falsifications en matière de produits ou de services, assimile aux fruits botaniques, autorisés pour la fabrication de confitures, les tomates, les parties comestibles des bâtons de rhubarbe, les carottes, les citrouilles, les concombres, les melons, les pastèques et les patates douces.

## Conservation
Les fruits frais étaient autrefois usuellement conservés plusieurs mois dans un cellier, une cave ou un grenier (parfois sur un lit de mousse végétale).
Les fruits (dénoyautés ou non) pouvaient aussi être séchés (abricots, pruneaux, etc.), transformés en confiture, fruit confit, ou en pâte de fruits, ou encore conservés dans du vinaigre (olives, poires au vinaigre…), une huile végétale ou une saumure (olives).
Au XIXe siècle la stérilisation et conservation en bocaux de verre s'est également fortement développée.
De nos jours des cires et pesticides sont aussi abondamment utilisés pour augmenter la conservation des fruits. Ces derniers sont aussi conservés en chambre froide ou sous atmosphère contrôlée et parfois congelés ou déshydratés (pour être par exemple intégrés dans le Muesli ou des aliments préparés de type barres de céréales et fruits).

## Cuisine
Dans la cuisine occidentale, un fruit, au sens large, est un aliment végétal sucré et est considéré essentiel à l'alimentation en apportant certaines vitamines et des fibres. On y distingue généralement:

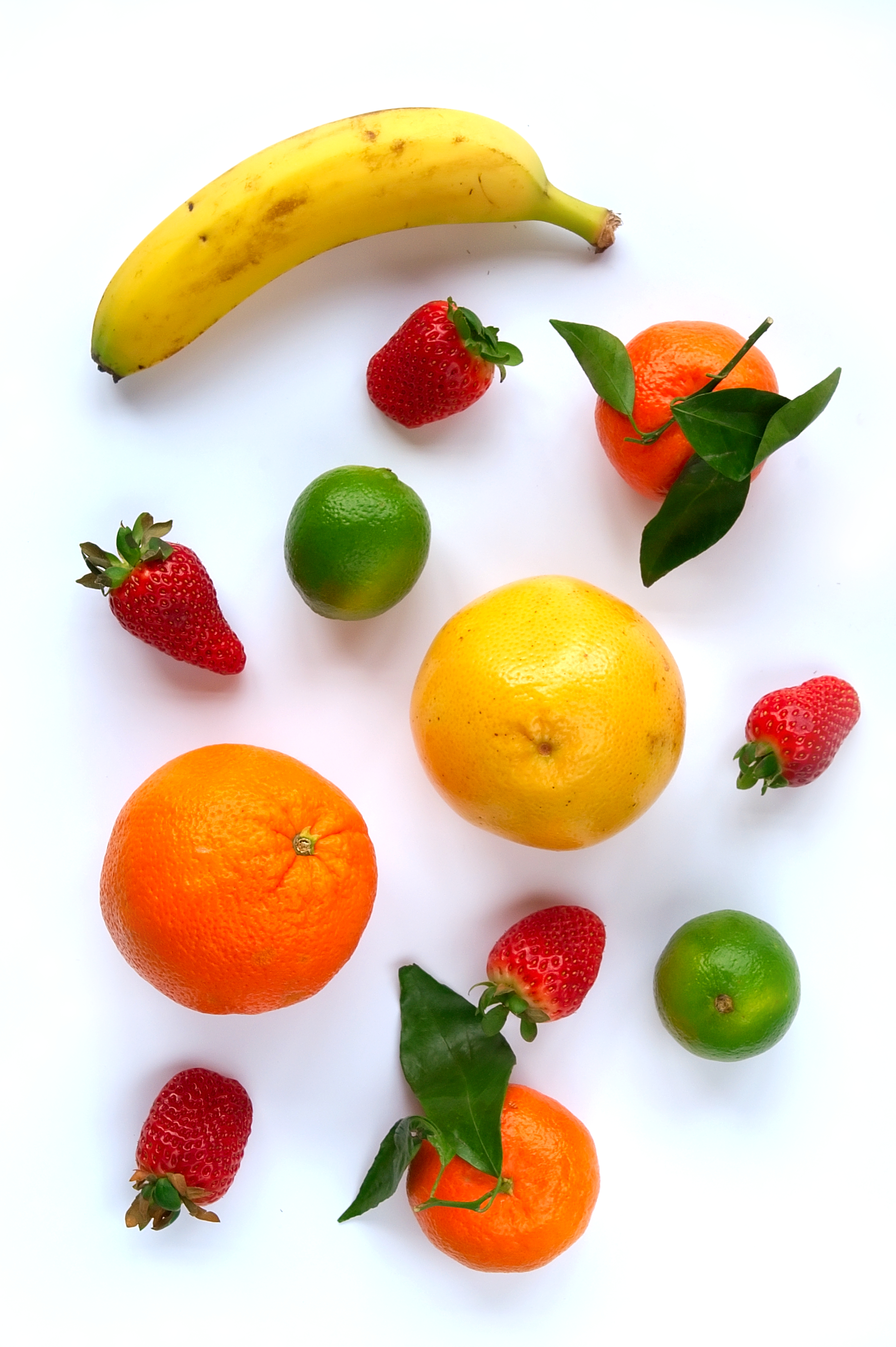
Fraises, agrumes, banane

- les agrumes : citron, orange, pamplemousse, lime
- les baies : fraise, groseille, raisin
- les fruits à pépins : pomme, poire
- les fruits à noyau : abricot, cerise, pêche
- les fruits à coque : noisette, noix

En Europe ou en Amérique du Nord, on appelle également fruits exotiques les fruits de certaines des plantes qui ont été apportées ou acclimatées à la suite des Grandes découvertes : ananas, banane, kiwi, mangue, etc.
Le concept culinaire de fruit recouvre en grande partie le concept botanique, mais de nombreux fruits botaniques sont considérés en cuisine comme des légumes (aubergine, concombre, haricot, maïs, tomate, olive, avocat…), d'autres encore comme des épices (noix de muscade, poivre, vanille, piment…). Avec les grains des graminées (blé, riz), qui sont d'ailleurs un type de fruit particulier, le caryopse, ils forment une partie essentielle de l'alimentation.
A contrario, certains fruits au sens culinaire sont en botanique des faux-fruits, qui résultent de l'évolution non de l'ovaire mais d'autres organes, notamment du réceptacle floral : fraise, figue, ananas, pomme, etc.
La salade de fruits (de l'italien insalata di frutta ou macedonia) est appréciée par sa haute teneur en vitamine C.

## Nutrition

### Intérêt pour la santé humaine

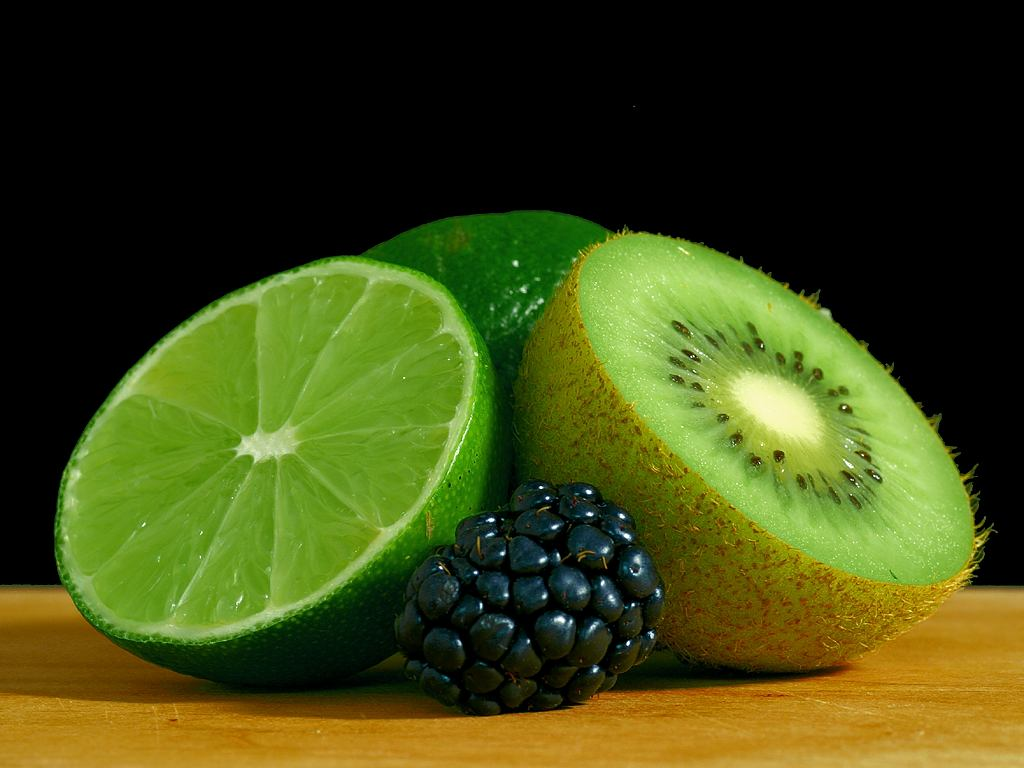
Lime, mûre et kiwi

Au même titre que les légumes, les fruits sont bénéfiques pour la santé. La consommation d'« au moins cinq fruits et légumes par jour » est recommandée par le Programme national nutrition santé.

#### Éviter le surpoids
Les fruits évitent le surpoids. Avec une moyenne de 50 kcal pour 100 g, les fruits sont peu caloriques tout en étant rassasiants, grâce aux fibres alimentaires qu'ils contiennent, par exemple les pommes. Ils constituent aussi une mine de vitamines et de sels minéraux. Ils tiennent une place de choix dans tous les menus équilibrés afin de lutter contre la surcharge pondérale et l'obésité.

#### Rôle général de prévention des maladies
Les fruits, comme les légumes, protègent contre de nombreuses maladies, notamment diabète, maladies cardiovasculaires et cancers. En particulier, les apports en antioxydants des fruits renforcent les défenses immunitaires.

#### Protection cardiovasculaire
La consommation de 200 g de fruits par jour réduit le risque de maladie cardiovasculaire de 5 à 10 %, la réduction est d'environ 27 % pour une consommation de 600 g de fruits, soit 7 portions.

#### Protection contre le diabète
Les fruits, comme les légumes, entrent dans les régimes des diabétiques pour leurs glucides lents et leurs fibres qui favorisent le contrôle de la glycémie. Le diabète de type gras est l'une des complications de l'obésité, et le nombre de cas a été multiplié par six en quinze ans dans les pays développés. Tous les fruits ne sont cependant pas équivalents : les myrtilles, le raisin, les prunes seraient protecteurs mais pas le melon, les fraises ou les jus de fruit,.

#### Protection contre les cancers
La consommation de 200 g de fruits par jour réduit faiblement le risque de cancers de 1 à 6 % et d'environ 8 % pour une consommation de 550 à 600 g de fruits par jour (soit environ 7 portions).

#### Fortifiant des os
Les fruits fortifient les os, car ils constituent une source non négligeable de calcium, inférieure cependant aux produits laitiers, mais leurs antioxydants (phytoœstrogènes et potassium) permettent à l'organisme de lutter contre la déminéralisation osseuse et donc contre l'ostéoporose.

#### Le développement de la mâchoire
Mâcher des aliments croquants et difficile à mâcher, comme des fruits crus, dans la jeunesse, lorsque les os se développent encore, est nécessaire pour le développement des os de la mâchoire car il stimule le croissance de la mâchoire et donc pour éviter les dents de travers et des dents enclavées, qui sont les résultats d'une manque de l'espace pour l'éruption juste dans la bouche des dents,. 

## Économie
Selon un rapport de l'Organisation des Nations unies pour l'alimentation et l'agriculture (FAO), la production mondiale de fruits est de 465 millions de tonnes en 2003 soit une augmentation d'environ 30 % en 10 ans.

### Fruits les plus cultivés dans le monde
Chiffres de l'année 2000
| Fruit              | en millions de tonnes | Pourcentage                                                                          | Principaux pays producteurs                                 |
| ------------------ | --------------------- | ------------------------------------------------------------------------------------ | ----------------------------------------------------------- |
| Agrumes            | 100                   | 21,5 % (dont 58 % d'oranges principalement utilisés pour faire du jus d'orange).     | Brésil - États-Unis - Maroc                                 |
| Raisin             | 68                    | 14,6 %                                                                               | Italie - France - Espagne                                   |
| Banane             | 64                    | 13,8 %                                                                               | Inde - Brésil - Chine.                                      |
| Pomme              | 59                    | 12,7 %                                                                               | Canada - Chine - États-Unis - Turquie                       |
| Mangue             | 25                    | 5,4 %                                                                                | Inde - Chine - Mexique                                      |
| Ananas             | 17                    | 3,7 %                                                                                | Thaïlande - Philippines - Chine                             |
| Pêche et nectarine | 13                    | 2,8 %                                                                                | Chine - Italie - États-Unis                                 |
| Poire              | 13                    | 2,8 %                                                                                | Chine - Italie - États-Unis                                 |
| Prune              | 9                     | 1,9 %                                                                                | Chine - États-Unis - Serbie                                 |
| Datte              | 5                     | 1,1 %                                                                                | Égypte - Iran - Arabie saoudite - Tunisie - Maroc - Algérie |
| Papaye             | 5                     | 1,1 %                                                                                | Brésil - Nigéria - Inde                                     |
| Abricot            | 3                     | 0,6 %                                                                                | Turquie - Iran - Italie - Canada                            |
| Fraise             | 3                     | 0,6 %                                                                                | États-Unis - Espagne - Japon                                |
| Avocat             | 2                     | 0,4 %                                                                                | Mexique - Indonésie - États-Unis                            |
| Autres fruits      | 79                    | 17 % (dont une part croissante de fruits tropicaux tels que noix de coco, goyave...) |                                                             |
| Total              | 465                   | 100 %                                                                                |                                                             |

À titre de comparaison, 692 millions de tonnes de légumes ont été produites la même année.

### Production par pays
- par continent :

42 % de la production mondiale de fruits provient d'Asie contre 14 % d'Europe, 13 % d'Amérique du Sud, 12,5 % d'Amérique du Nord, 12,5 % d'Afrique et 6 % d'Océanie.
- par pays[18], en 2004 :

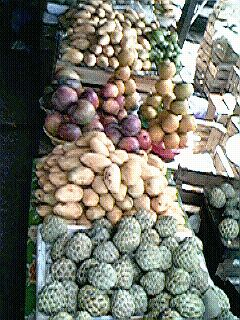
Fruits tropicaux.

1. Chine - 19 % (avec une production augmentant d'environ 6 % chaque année entre 1996 et 2003)
2. Inde - 12 % (2,7 % d'augmentation annuelle)
3. Brésil
4. États-Unis – 1er pays exportateur avec presque 3 millions de tonnes exportées (principalement raisins, oranges et pommes) dont 47 % vers le Canada
5. Mexique – 4e exportateur
6. Chili – 3e exportateur
7. Afrique du Sud – 5e exportateur
8. Canada – 6e exportateur
9. Ouzbékistan – 7e exportateur

### Consommation par pays

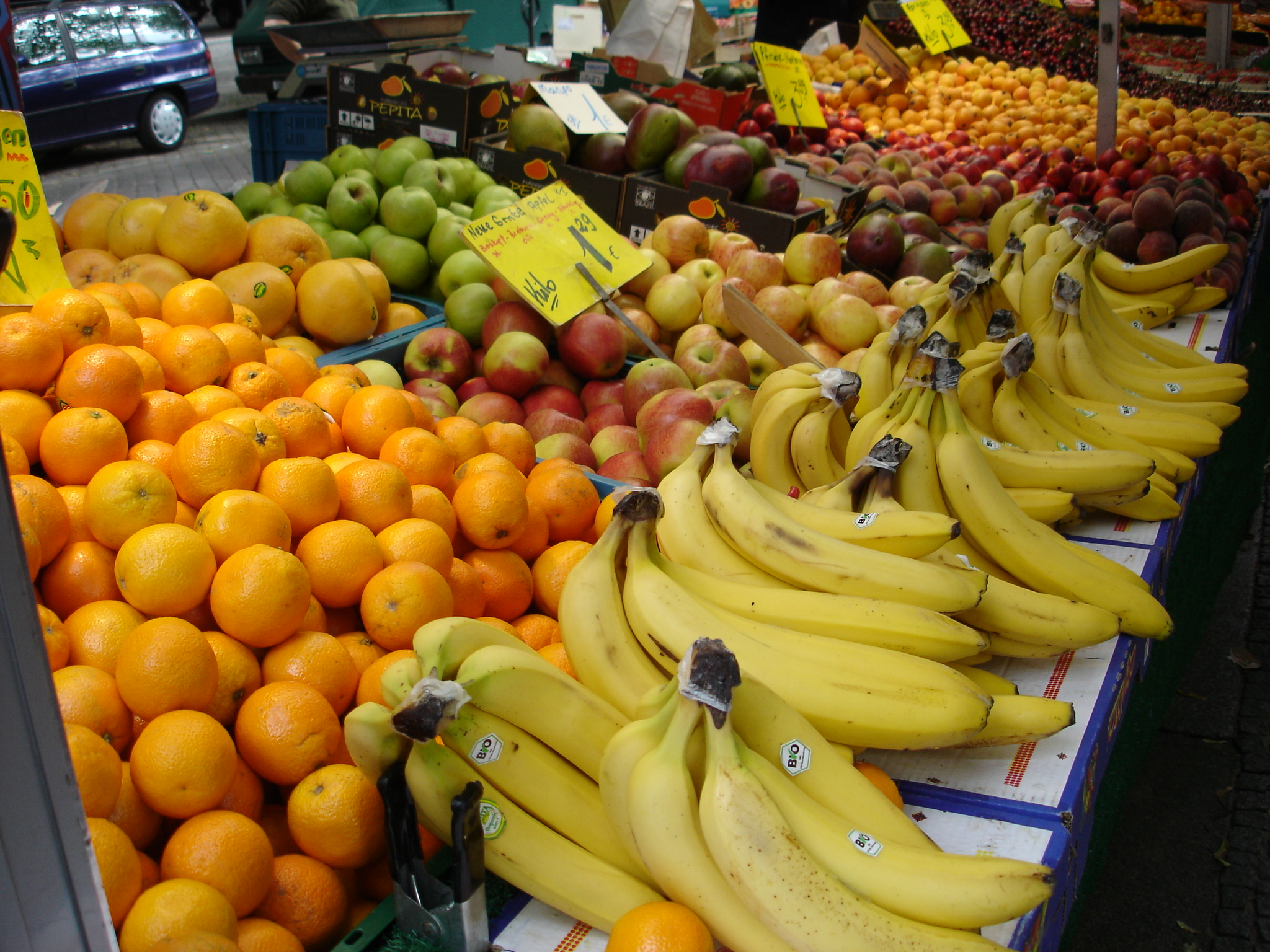
Étal de fruits dans un marché berlinois.

Continent - Consommation annuelle par habitant en kg
1. Amérique du Sud - 120,2
2. Amérique du Nord - 118,6
3. Océanie - 109,1
4. Europe - 82,8
5. Afrique - 53,9
6. Asie - 45,6

Moyenne mondiale - 61,6
Parmi les fruits à croquer, les agrumes sont les plus consommés au monde devant les bananes et les pommes.

### Production française
| Fruits                          | Superficie (ha) | Production (tonnes) |
| ------------------------------- | --------------- | ------------------- |
| Pommes                          | 40 921          | 1 378 741           |
| Pêches-nectarines               | 12 328          | 280 317             |
| Poires de table                 | 5 968           | 124 778             |
| Abricots                        | 13 931          | 186 158             |
| Prunes (pruneau)                | 12 739          | 152 542             |
| Autres prunes                   | 5 899           | 57 713              |
| Kiwis                           | 3 952           | 67 563              |
| Raisin de table                 | 5 453           | 52 098              |
| Fraises                         | 3 257           | 55 195              |
| Cerises de table et d'industrie | 9 534           | 30 310              |

(d'après les données SCEES 2012)

### Filière de vente
Un système d’identification des fruits et légumes a été défini pour faciliter la vente au détail : le PLU ou Price-Look Up (code d’appel prix).
En France, les trois-quarts des fruits consommés contiennent des pesticides.

## Les fruits selon les saisons en France
|               | Janvier | Février | Mars | Avril | Mai | Juin | Juillet | Août | Septembre | Octobre | Novembre | Décembre |
| ------------- | ------- | ------- | ---- | ----- | --- | ---- | ------- | ---- | --------- | ------- | -------- | -------- |
| Citron niçois | Oui     | Oui     | Oui  |       |     |      |         |      |           |         |          |          |
| Clémentine    | Oui     |         |      |       |     |      |         |      |           |         |          | Oui      |
| Kiwi          | Oui     | Oui     | Oui  | Oui   |     |      |         |      |           | Oui     | Oui      | Oui      |
| Mandarine     | Oui     |         |      |       |     |      |         |      |           |         |          | Oui      |
| Orange        | Oui     | Oui     | Oui  |       |     |      |         |      |           |         |          | Oui      |
| Noix          | Oui     | Oui     | Oui  |       |     |      |         |      |           | Oui     | Oui      | Oui      |
| Poires        | Oui     | Oui     |      |       |     |      |         |      | Oui       | Oui     | Oui      | Oui      |
| Pommes        | Oui     | Oui     | Oui  | Oui   |     |      |         |      | Oui       | Oui     | Oui      | Oui      |
| Châtaignes    |         |         |      |       |     |      |         |      |           | Oui     | Oui      | Oui      |
| Dattes        |         |         |      |       |     |      |         |      |           |         | Oui      | Oui      |
| Fraises       |         |         |      | Oui   | Oui | Oui  | Oui     | Oui  | Oui       |         |          |          |
| Framboises    |         |         |      |       |     | Oui  | Oui     | Oui  | Oui       | Oui     |          |          |
| Melons        |         |         |      |       |     |      | Oui     | Oui  | Oui       |         |          |          |
| Mirabelles    |         |         |      |       |     |      | Oui     | Oui  | Oui       |         |          |          |
| Mûres         |         |         |      |       |     |      | Oui     | Oui  | Oui       |         |          |          |
| Myrtilles     |         |         |      |       |     |      | Oui     | Oui  | Oui       |         |          |          |
| Pêches        |         |         |      |       |     |      | Oui     | Oui  | Oui       |         |          |          |
| Prunes        |         |         |      |       |     |      | Oui     | Oui  | Oui       |         |          |          |
| Raisins       |         |         |      |       |     |      |         | Oui  | Oui       | Oui     | Oui      |          |
| Coings        |         |         |      |       |     |      |         |      |           | Oui     | Oui      |          |
| Feijoas       |         |         |      |       |     |      |         |      |           | Oui     | Oui      |          |
| Kakis         |         |         |      |       |     |      |         |      |           |         | Oui      |          |
| Abricots      |         |         |      |       |     | Oui  | Oui     | Oui  |           |         |          |          |
| Amandes       |         |         |      |       |     | Oui  |         |      |           |         |          |          |
| Cerises       |         |         |      |       | Oui | Oui  | Oui     |      |           |         |          |          |
| Brugnons      |         |         |      |       |     |      | Oui     |      |           |         |          |          |
| Cassis        |         |         |      |       |     |      | Oui     | Oui  |           |         |          |          |
| Groseilles    |         |         |      |       |     |      | Oui     | Oui  |           |         |          |          |
| Pastèques     |         |         |      |       |     |      | Oui     |      |           |         |          |          |